# Pfarrkirche Palting

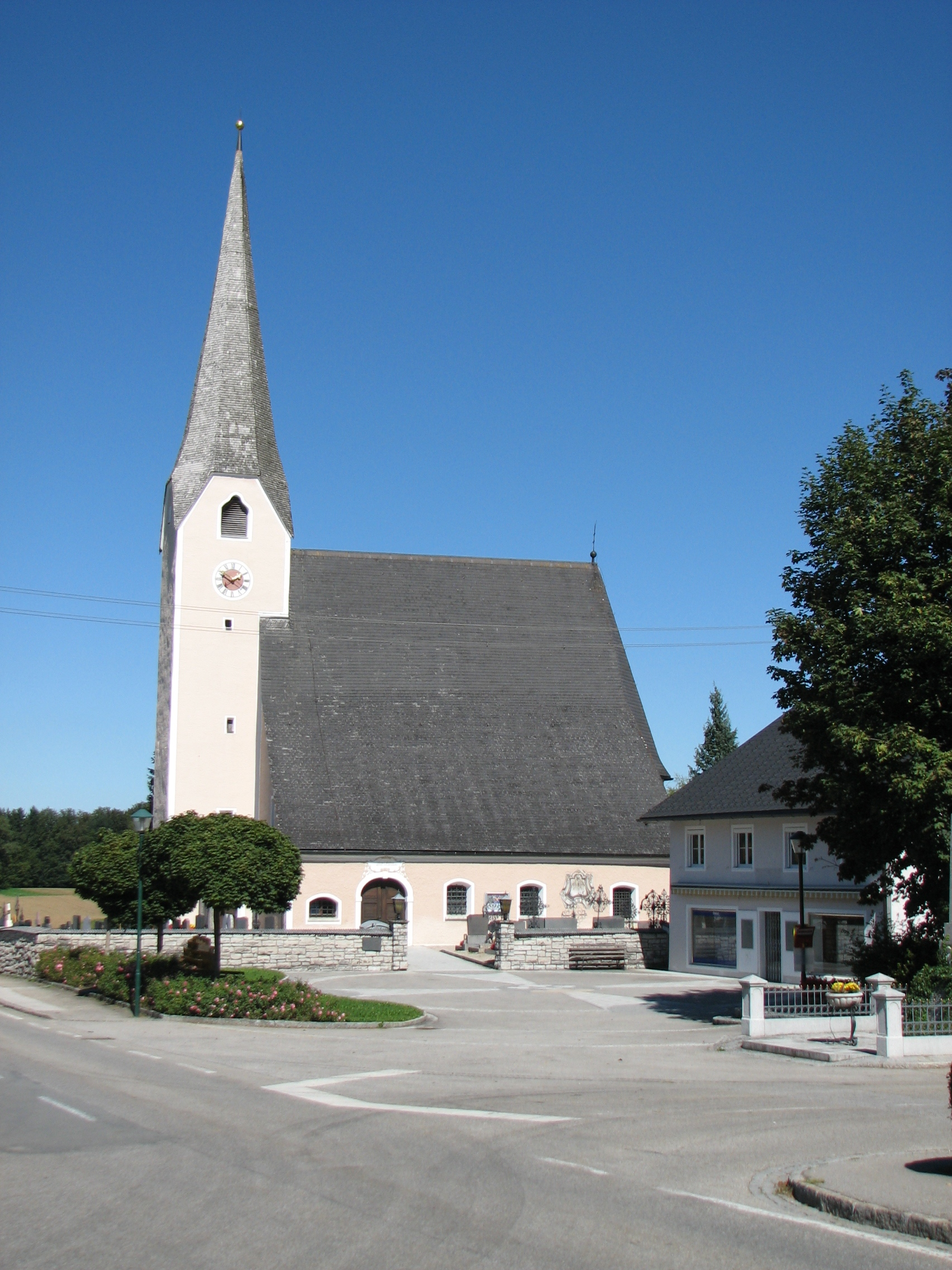
Kath. Pfarrkirche hl. Simon und hl. Judas in Palting

Die römisch-katholische Pfarrkirche Palting steht in der Gemeinde Palting im Bezirk Braunau am Inn in Oberösterreich. Die auf den hl. Simon und hl. Judas geweihte Kirche gehört zum Dekanat Mattighofen in der Diözese Linz. Der Kirchenbau und der Friedhof stehen unter Denkmalschutz.

## Geschichte
Die Kirche wurde 1325 erstmals urkundlich genannt. Die gotische Kirche wurde barockisiert.

## Architektur
An das einschiffige dreijochige Langhaus schließt ein gleich breiter einjochiger Chor mit einem Dreiachtelschluss an. An den gotischen Gewölben wurden die Rippen entfernt und mit reichem Stuck von Johann Michael Vierthaler versehen (1740). Die Deckenbilder entstanden gleichzeitig. Der gotische Westturm trägt einen achtseitigen Spitzhelm, das Läuthaus hat ein gotisches Sternrippengewölbe. Das Südportal ist gotisch. Die Anbauten der Sakristei, der Marienkapelle, der Dreifaltigkeitskapelle bzw. Pestkapelle und die Vorhalle beim Südportal entstanden 1715/1717. In der Marienkapelle ist eine Flachdecke mit Stuck aus 1717 mit zeitgleichen Fresken mit der Darstellung der Vertreibung der Pest. Die Südportalvorhalle hat eine stuckierte Decke.

## Ausstattung
Der Hochaltar entstand um 1822/1830 mit dem zeitgleichen Gemälde von Franz Zebhauser aus Salzburg, die Figuren sind aus dem 17. Jahrhundert. Der linke Seitenaltar hl. Sebastian ist aus 1690, der rechte Seitenaltar hl. Maria ist aus 1669, beide wurden später verändert. Die Kanzel entstand um 1750, das Oratorium aus 1750 hat gute Statuen der Kirchenväter. In einer Langhausnische ist eine Statue Christi an der Geißelsäule aus dem ersten Drittel des 18. Jahrhunderts. Zwei Prozessionsstangen entstanden um 1700, das Kirchengestühl um 1725. In der Marienkapelle steht ein sehr guter Altar mit der Muttergottes von Altötting aus der Werkstatt des Meinrad Guggenbichler von 1717. Es gibt gute Holzstatuen des hl. Sebastian und des hl. Rochus. Das schmiedeeiserne Abschlussgitter der Marienkapelle entstand um 1717.